# Stadt Zons
Stadt Zons [ˈtsoːns] (ehemals Feste Zons genannt) ist eine Ortschaft am linken Ufer des Niederrheins. Im Zuge der kommunalen Neugliederung wurde sie 1975 nach Dormagen im Rhein-Kreis Neuss eingemeindet.

## Geographie
Zons grenzt im Osten an den Rhein. Auf der gegenüberliegenden Rheinseite verläuft vom Fähranleger der Rheinfähre Zons–Urdenbach ein drei Kilometer langer Weg zum Düsseldorfer Stadtteil Urdenbach, der nordöstlich von Zons liegt. Südlich wird Zons von landwirtschaftlich genutztem Ackerland und einigen wenigen Pappelbäumen umgeben. Vorbei an zwei Aussiedlerhöfen folgt nach zwei Kilometern der Dormagener Stadtteil Rheinfeld. Nach Westen hin befinden sich ausgedehnte Weiden mit vereinzelten Weidenbäumen und in einiger Entfernung der kleine Straßenweiler Nachtigall an der Bundesstraße 9. Nach Nordwesten grenzt Zons an die Zonser Heide und nach Norden hin folgt nach zwei Kilometern der Dormagener Stadtteil Stürzelberg. Nordöstlich grenzt in der Nähe des Rheins ein Ausläufer des Naturschutzgebietes Grind an den Fähr- und Schiffsanleger Zons.

## Geschichte

### Mittelalter

Zons am Rhein auf einem Kupferstich von 1646

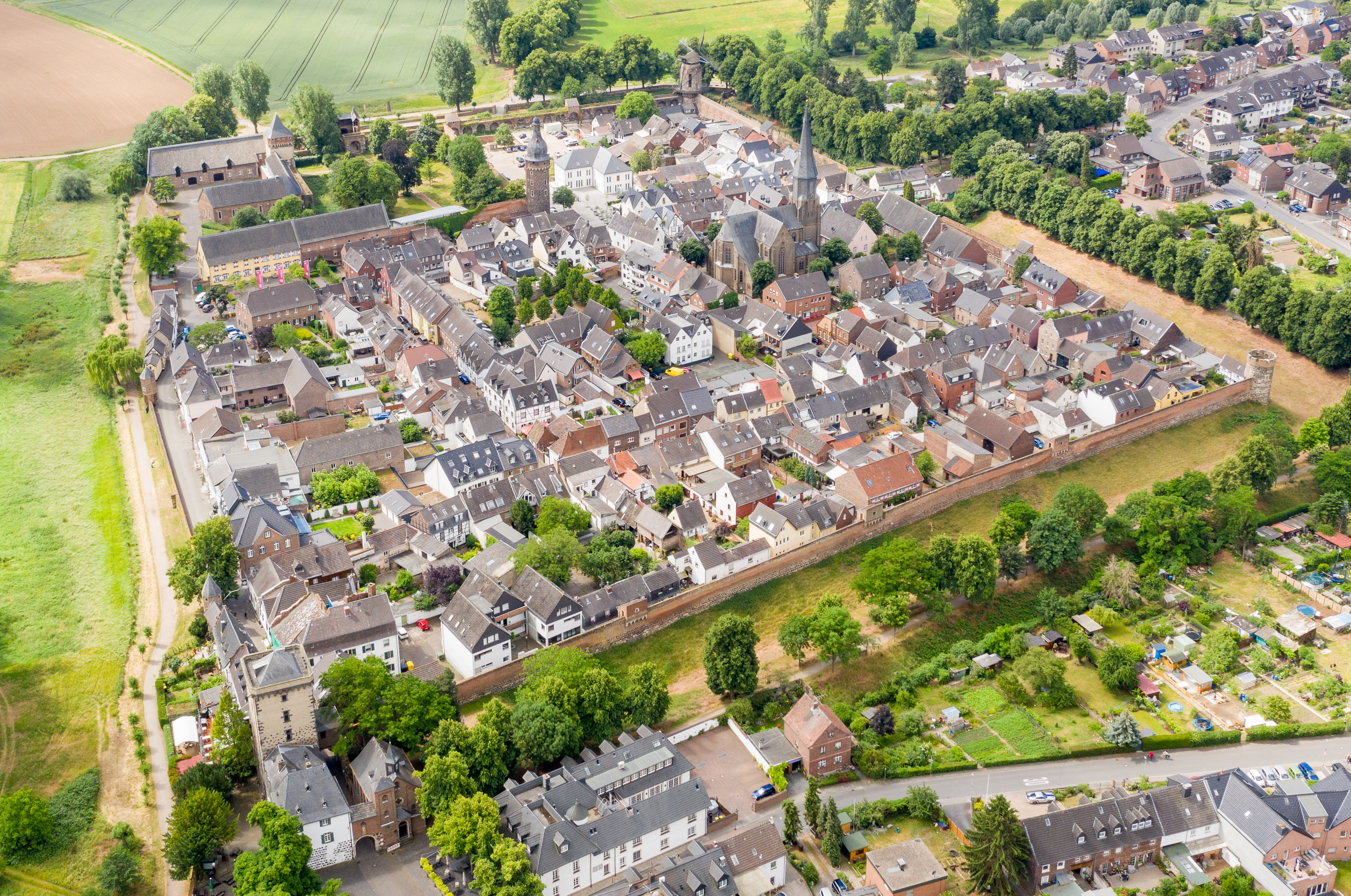
Luftaufnahme der Altstadt von Zons

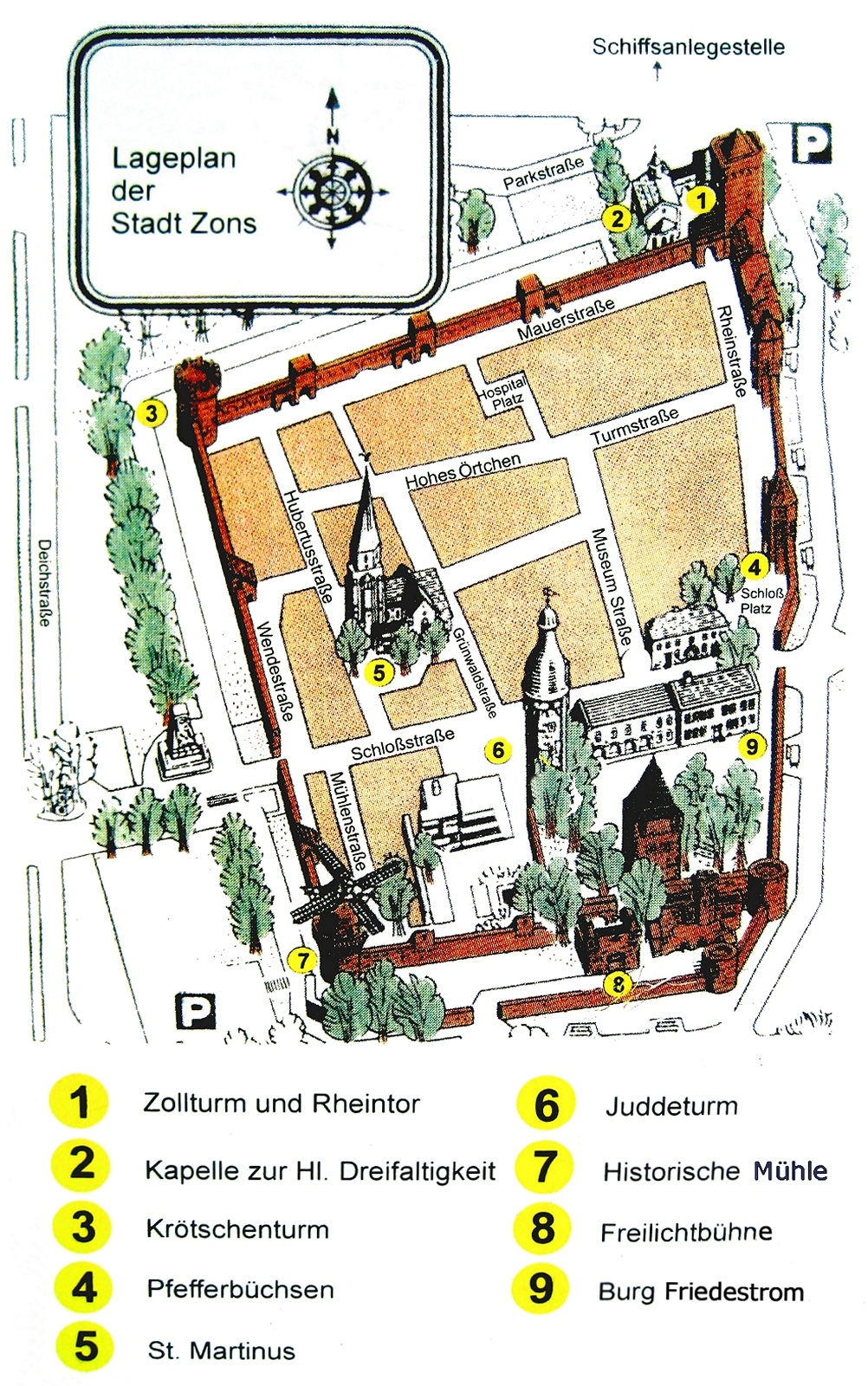
Lageplan der Stadt Zons mit den historischen Gebäuden

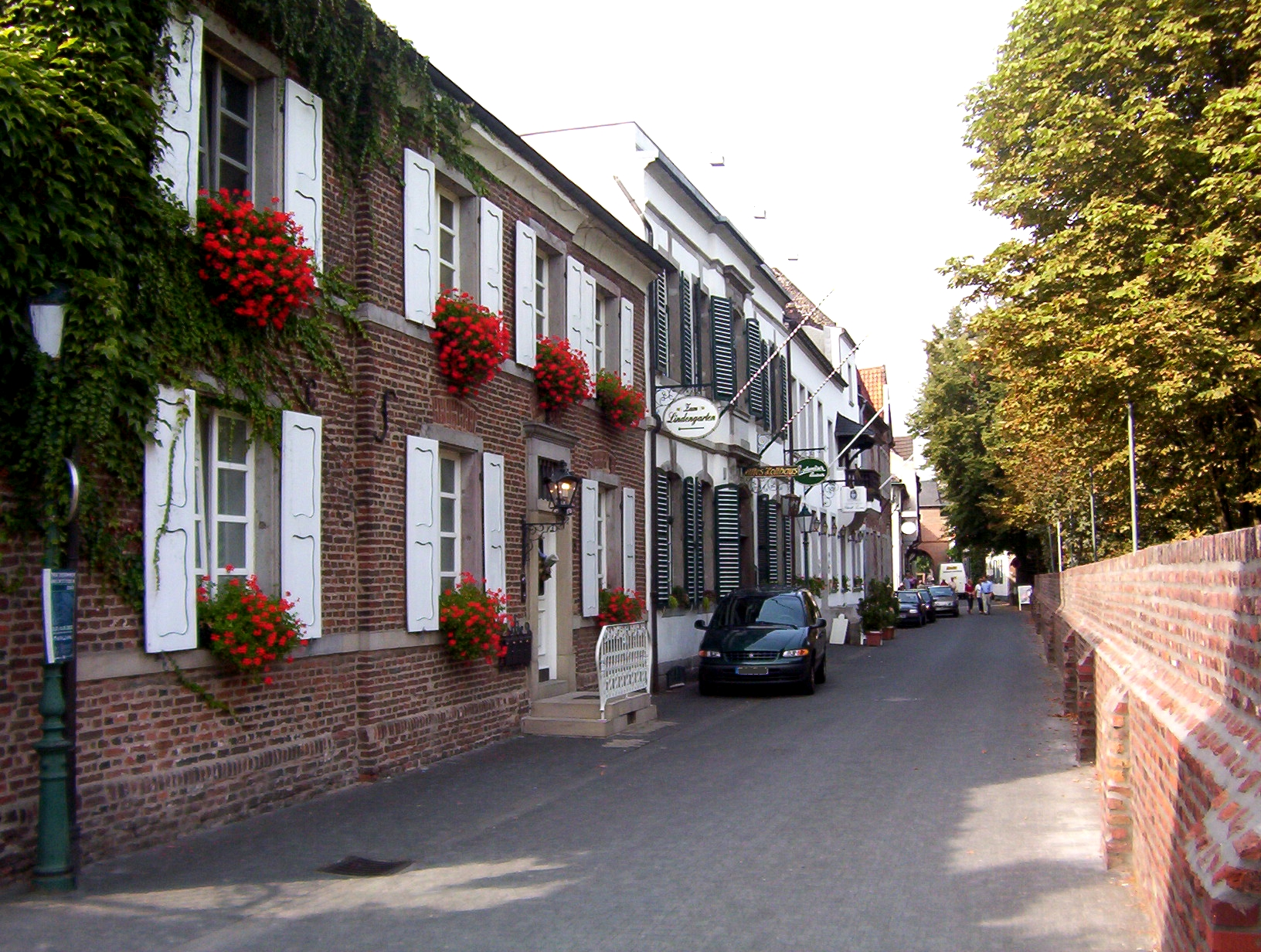
Rheinstraße in Zons (2003)

Zons ist erstmals urkundlich belegt über das sogenannte Testament des Bischofs Kunibert von Köln, das um die Mitte des 7. Jahrhunderts niedergeschrieben wurde, aber erst in einer Fassung des späten 11. Jahrhunderts überliefert ist. Hierin ist die älteste Namensform Zuonizo bzw. Zuonice überliefert, deren Herkunft bis heute nicht geklärt ist. In einer Schenkungsurkunde des Bischofs Heribert von Köln von 1019 wird als Name für Zons die Ortslage des späteren Haus Bürgel mit „Burgula bei Zünce“ angegeben.
Archäologische Funde des 7. Jahrhunderts deuten auf eine schon merowingerzeitliche Siedlung in Zons hin, deren genaue Lage jedoch noch unklar ist. Bereits in einer Urkunde von 1057 verlieh der Erzbischof Anno II. von Köln der Königin Richeza neben 100 Mark diverse Villen (Landgüter) im Umland von Köln. Eine dieser Villen lag in Zons. Diese Verleihung war eine Gegenleistung für die Königin, die an Erzköln diverse Schenkungen übergeben hatte.
Schriftquellen belegen einen Fronhof des Kölner Erzbischofs in Zons mindestens seit dem Beginn des 12. Jahrhunderts. 1386 bestätigen die Schöffen von Hilden, dass auch für ihre Honschaft das gleiche Hofrecht wie in der Bauerschaft Zons Gültigkeit habe. Dieses Hofrecht entsprach den Rechten, die für die alten Sal- oder Fronhöfe üblich waren.
In den 1980er Jahren deckten archäologische Untersuchungen im Zonser Burgbereich Baufundamente auf, die als Überreste der Eigenkirche des Grundherrn und damit als Teil des Fronhofkomplexes interpretiert werden.
Im Jahre 1372 verlegte der Kölner Erzbischof Friedrich III. den Rheinzoll von Neuss nach Zons. Die Verlegung der Zollstätte wurde von König Wenzel am 6. Juli 1376 ausdrücklich bestätigt. Weiterhin erreichte der Erzbischof 1388, dass der Herzog Wilhelm von Jülich-Geldern seine bisherigen Rechte als Vogt für Zons an das Erzbistum abtrat.
Zum Schutz der Zollstätte wurde ab 1373 mit dem Bau der Zollfeste Burg Friedestrom begonnen. Im Dezember des gleichen Jahres wurde Zons zur Stadt erhoben. Die Privilegien und Anordnungen entsprachen denen der Stadt Brühl von 1285.
Mit dem Bau der Zollfeste wurde auch mit dem Bau einer Stadtbefestigung durch Mauern und Gräben begonnen. Allerdings war in den Bedingungen für die Stadterhebung festgeschrieben worden, dass Umfang und Ausführung der Stadtbefestigung von Kurköln „gut befunden“ werden mussten. Zusätzlich waren die Schlüssel der Stadttore abends in der Zollfeste zu hinterlegen. Durch diese Vorgaben sollte der uneingeschränkte Zugriff auf die Zollstätte durch Kurköln auf Dauer abgesichert werden.
Den Kern der Gesamtfestung bildete die stark umwehrte Burg Friedestrom, die der Sitz des bischöflichen Schultheiß war. Verwaltung und Sicherung des Zolls und die Verwaltung des neu geschaffenen Amtes Zons hatten ebenfalls ihren Sitz in der Burg. Der planmäßige Bau der Zollfestung mit Stadtmauer wurde wahrscheinlich bis im 15. Jahrhundert vollendet.
Die rechteckig bis trapezförmig angelegte Stadt umgibt eine basaltverstärkte Mauer, die sich ca. 300 m in Nord-Süd-Richtung und 250 m in West-Ost-Richtung erstreckt. An den Eckpunkten befinden sich verschieden ausgeführte Türme: nordöstlich der rechteckige Rhein-, Zoll- oder Peters-Turm, nordwestlich der runde Krötschenturm, südwestlich der runde Mühlenturm (Umbau vom Wehr- zum Mühlenturm (Bärwindmühle) noch im Spätmittelalter), südöstlich der Schlossturm sowie innerstädtisch an der Burgmauer der runde Juddeturm (35 m hoch, 24 m bis Dachunterkante, barocke Haube 11 m). Der Name Juddeturm geht wohl auf das Kölner Patriziergeschlecht Judde zurück.
Zwei öffentliche Tore führten in die Stadt: im Norden das Rheintor, im Westen das Feldtor. Ersteres wurde im 19. Jahrhundert zum Teil, Letzteres nahezu vollständig abgetragen. Ein drittes Außentor (Südtor), das am besten erhalten ist, bildete den Zugang vom Zwinger in die Vorburg. Über die Lage der älteren dörflichen Zonser Siedlung sind derzeit nur Mutmaßungen aufgrund von Flurnamen und der Geländesituation möglich. Der Flurname „Im Hofstädtchen“ an der heutigen Aldenhovenstraße unweit der Altstadt könnte sich auf diese Siedlung beziehen, wobei auch die sich an dieser Stelle kreuzenden Wege als mögliches Indiz anzusehen sind.

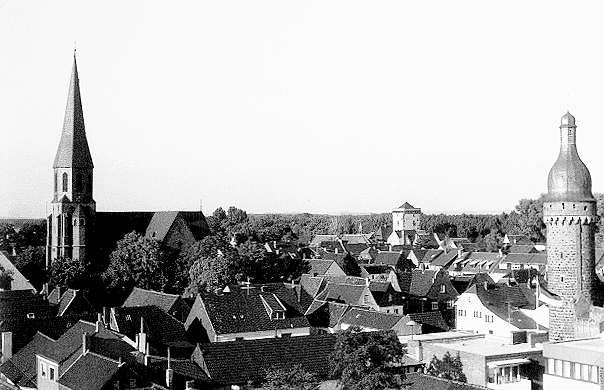
Blick über die Altstadt von Zons (1977)

Die kleine Stadt umfasste nur 124 Hausplätze. Zum Amt Zons gehörten auch das Dorf Stürzelberg, ein Teil des Dorfes Horrem und das heute rechtsrheinische Haus Bürgel. Haus Bürgel und Zons gehörten ursprünglich kirchlich und gerichtlich zusammen. Erst 1423 wurde auf Anordnung von Erzbischof Dietrich II. eine kleine Taufkapelle in Zons errichtet, Haupt- und Vollkirche blieb unverändert die Kirche in Bürgel, die inzwischen aber durch Rheinverlagerungen Ende des 14. Jahrhunderts auf der anderen rechten Rheinseite lag. Da der Kirchbesuch durch die Lage auf der rechten Rheinseite sehr beschwerlich war, wurde 1593 die Taufkapelle durch General-Vikar Peter Gropper zur Pfarrkirche mit allen Rechten erhoben. Die Kirche in Zons gehörte aber weiter mit der in Bürgel zu einem gemeinsamen Kirchspiel.
Das Pfarrrecht über das Kirchspiel Bürgel/Zons lag bis 1803 beim Kloster Brauweiler. Der kurkölnische Rheinzollort Zons gilt als eine der besterhaltenen spätmittelalterlichen Stadtanlagen am Niederrhein. Bis 1794 gehörte das Amt Zons zu Kurköln, südlich begrenzt durch die jülichsche Enklave Dormagen (Amt Bergheim), südwestlich durch die kurkölnische Herrlichkeit Hackenbroich, westlich durch das kurkölnische Kirchspiel Nievenheim als Teil des Dingstuhls Hülchrath, nordwestlich durch die kurkölnische Herrlichkeit Uedesheim (jeweils Amt Hülchrath und Erprath), rechtsrheinisch durch die Honnschaften Urdenbach und Baumberg im Herzogtum Berg. Allerdings hatte der Erzbischof Dietrich II. von Moers durch die hohen Kosten der Soester Fehde Zons Anfang des 15. Jahrhunderts an das Kölner Domkapitel verpfänden müssen. Diese Verpfändung bestand noch 1794.
Die Zonser Stadtmauer

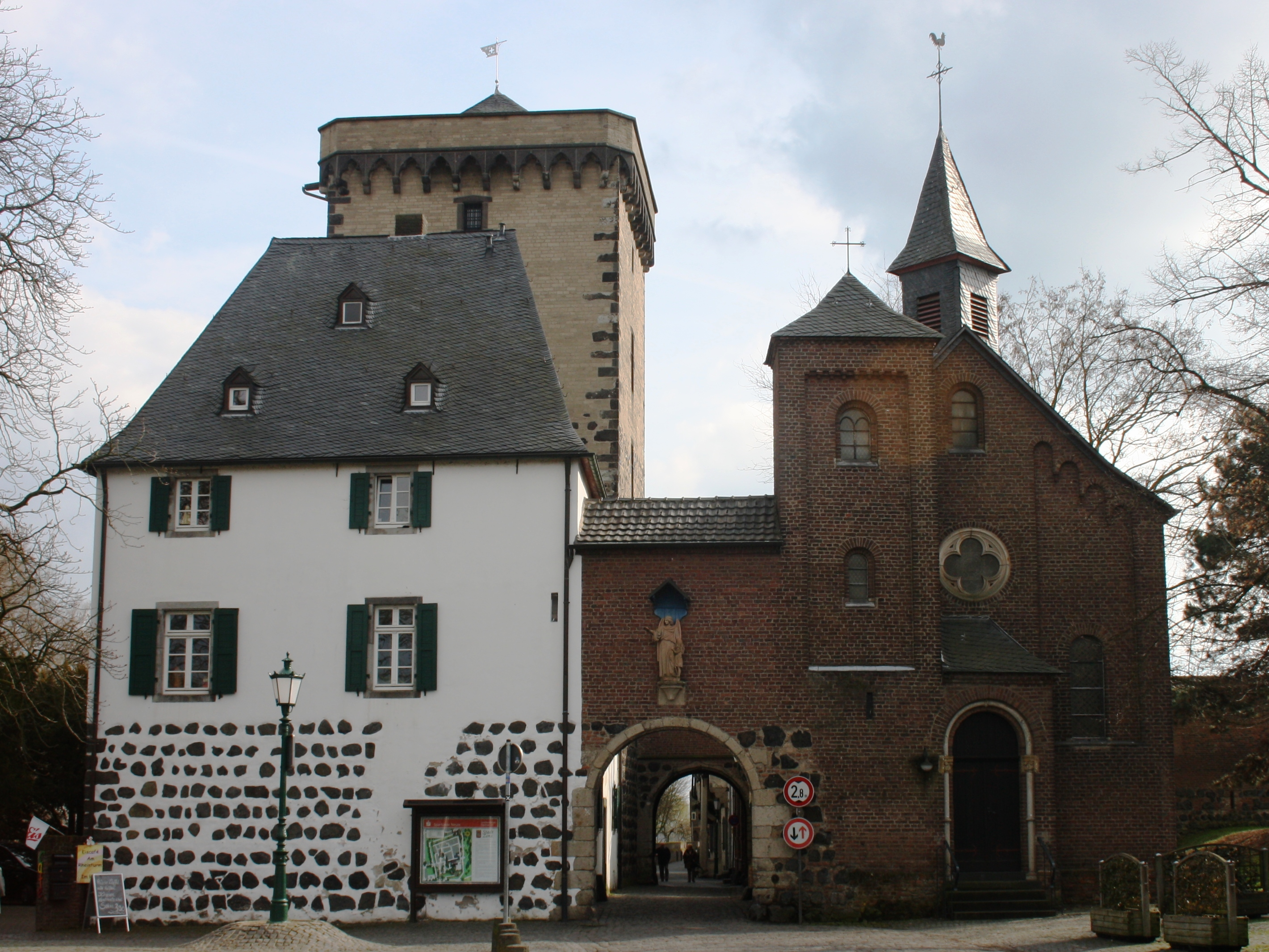
Rheintor mit Zollturm im Nordosten
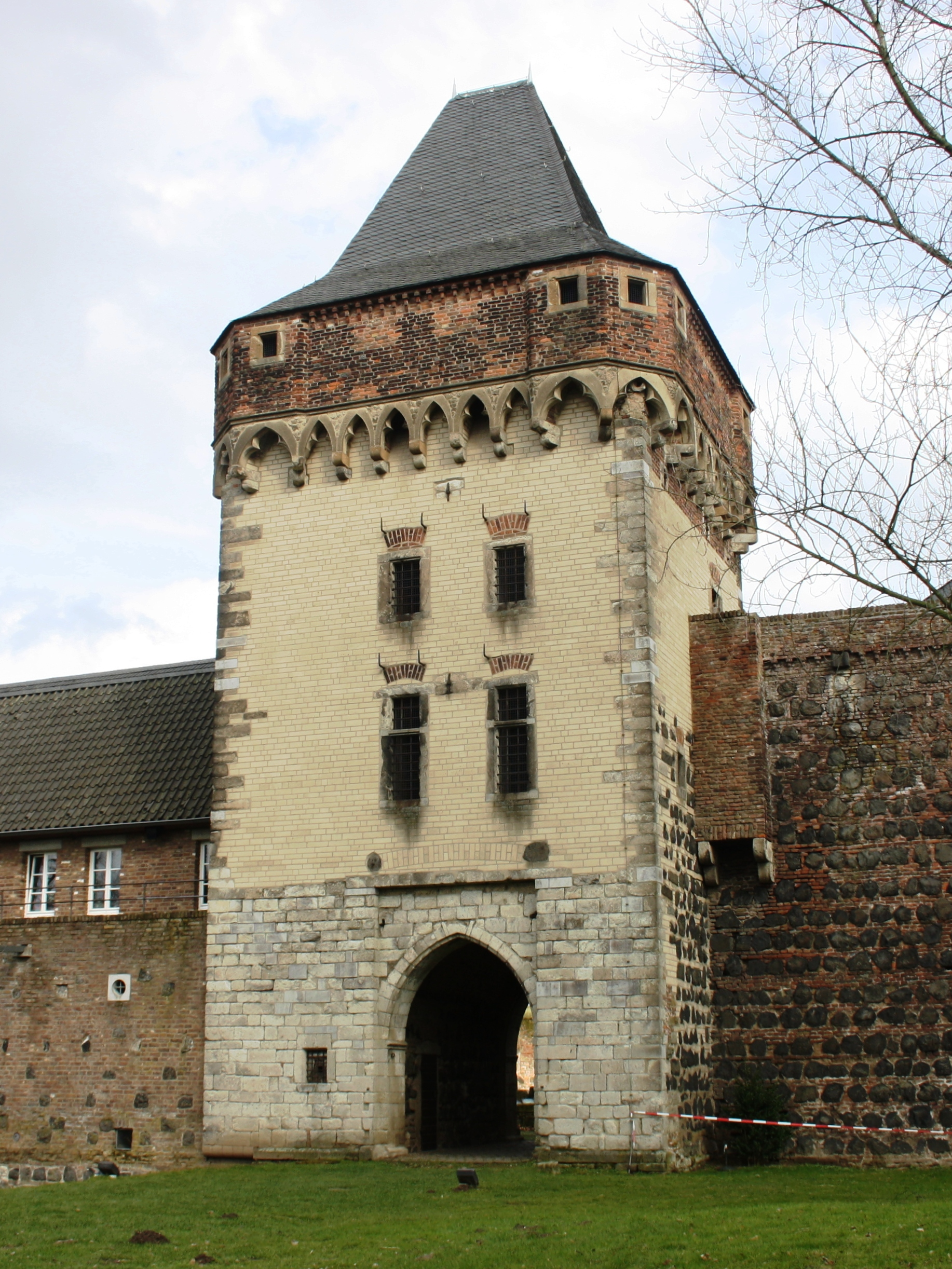
Torturm der Burg Friedestrom
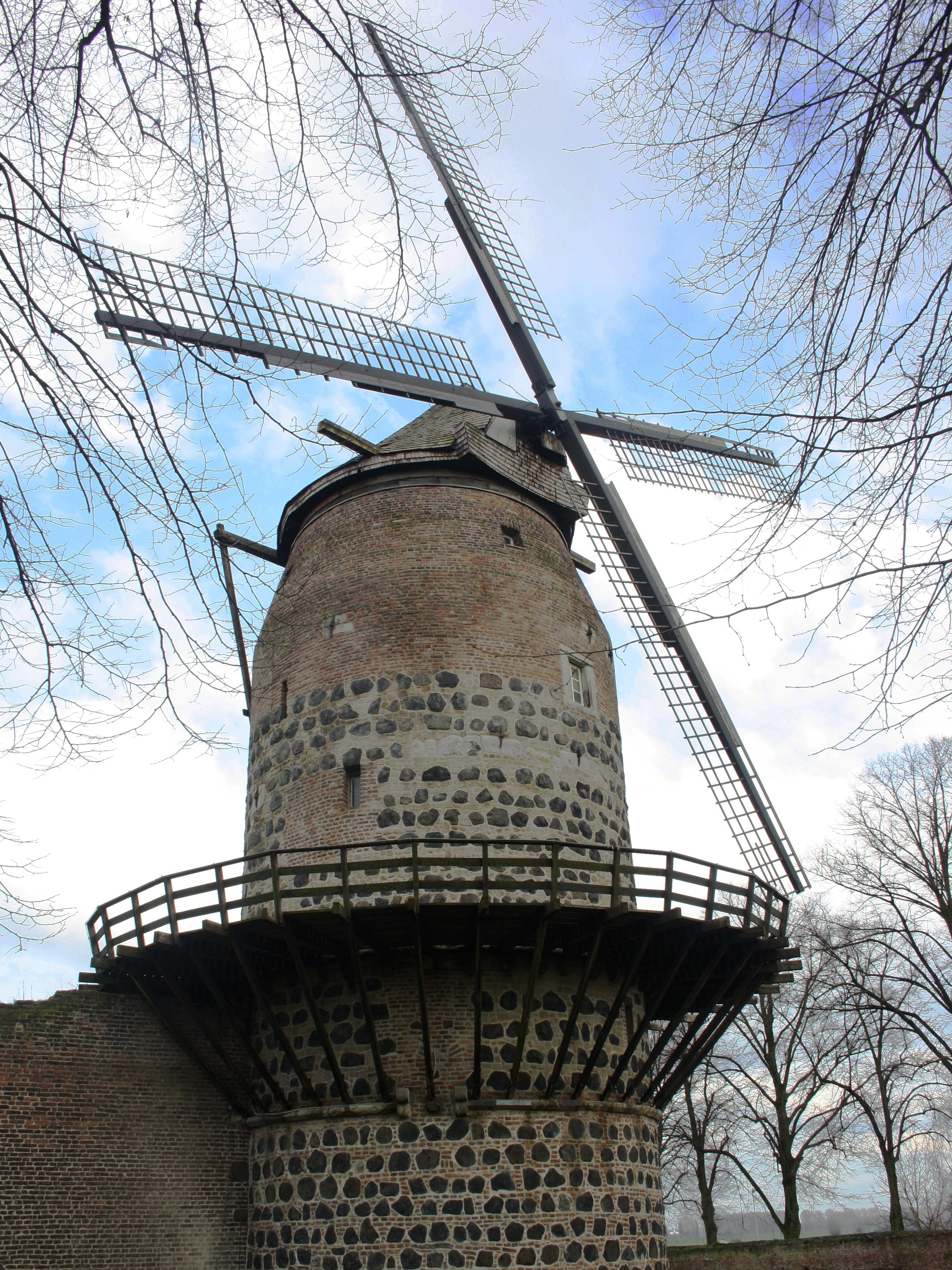
Mühlenturm im Südwesten
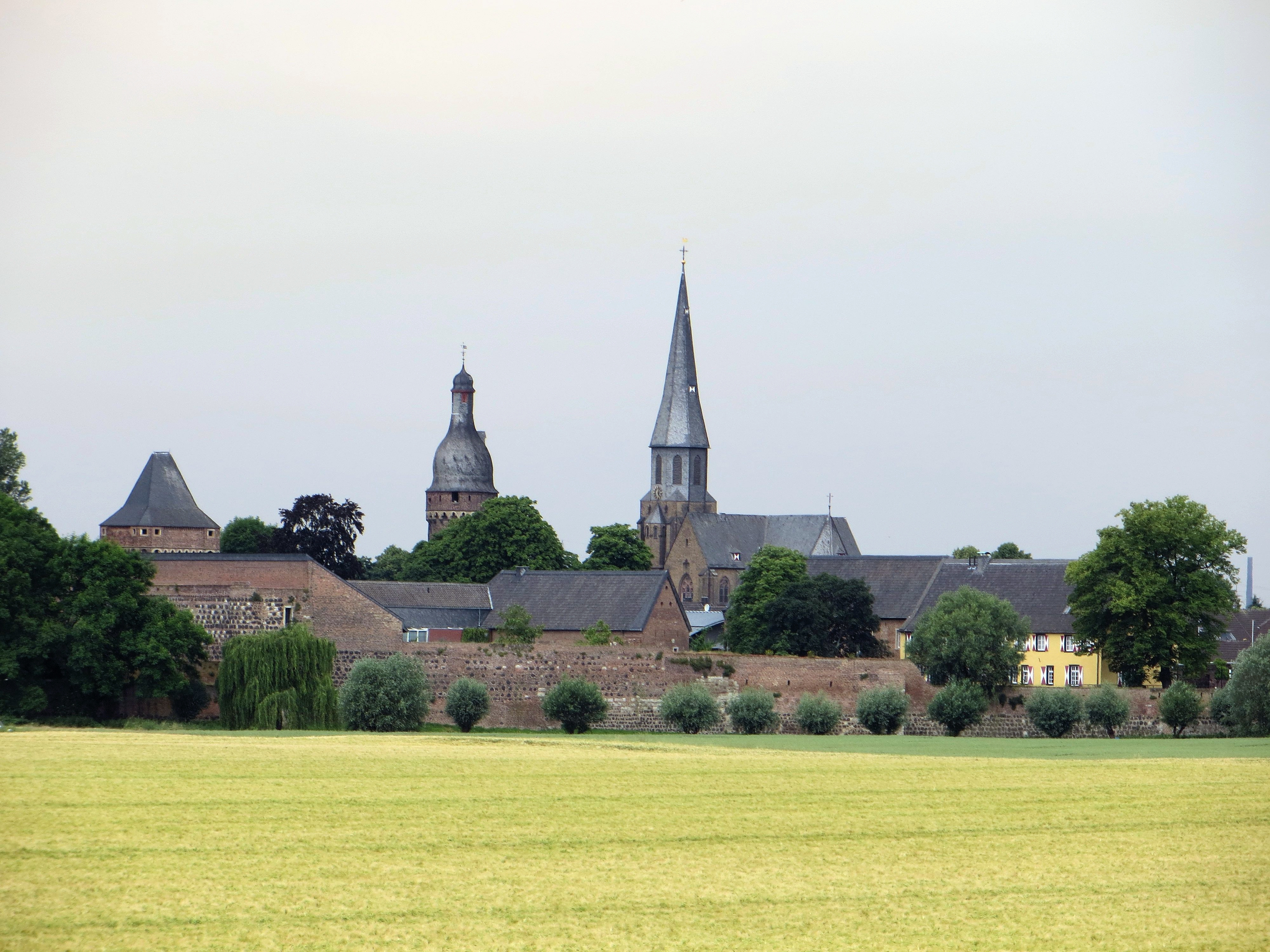
Panoramablick auf Zons
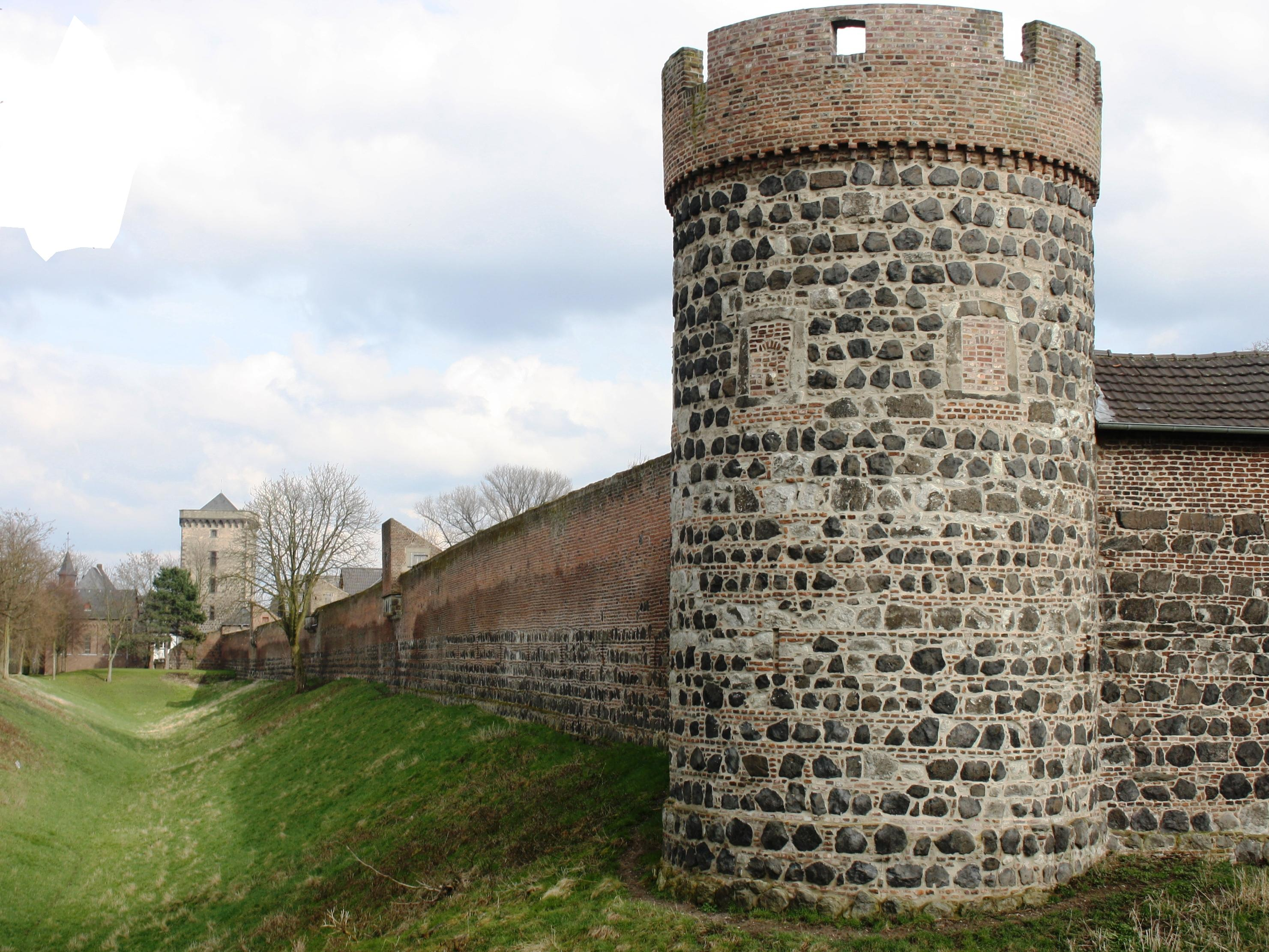
Krötschenturm im Südosten
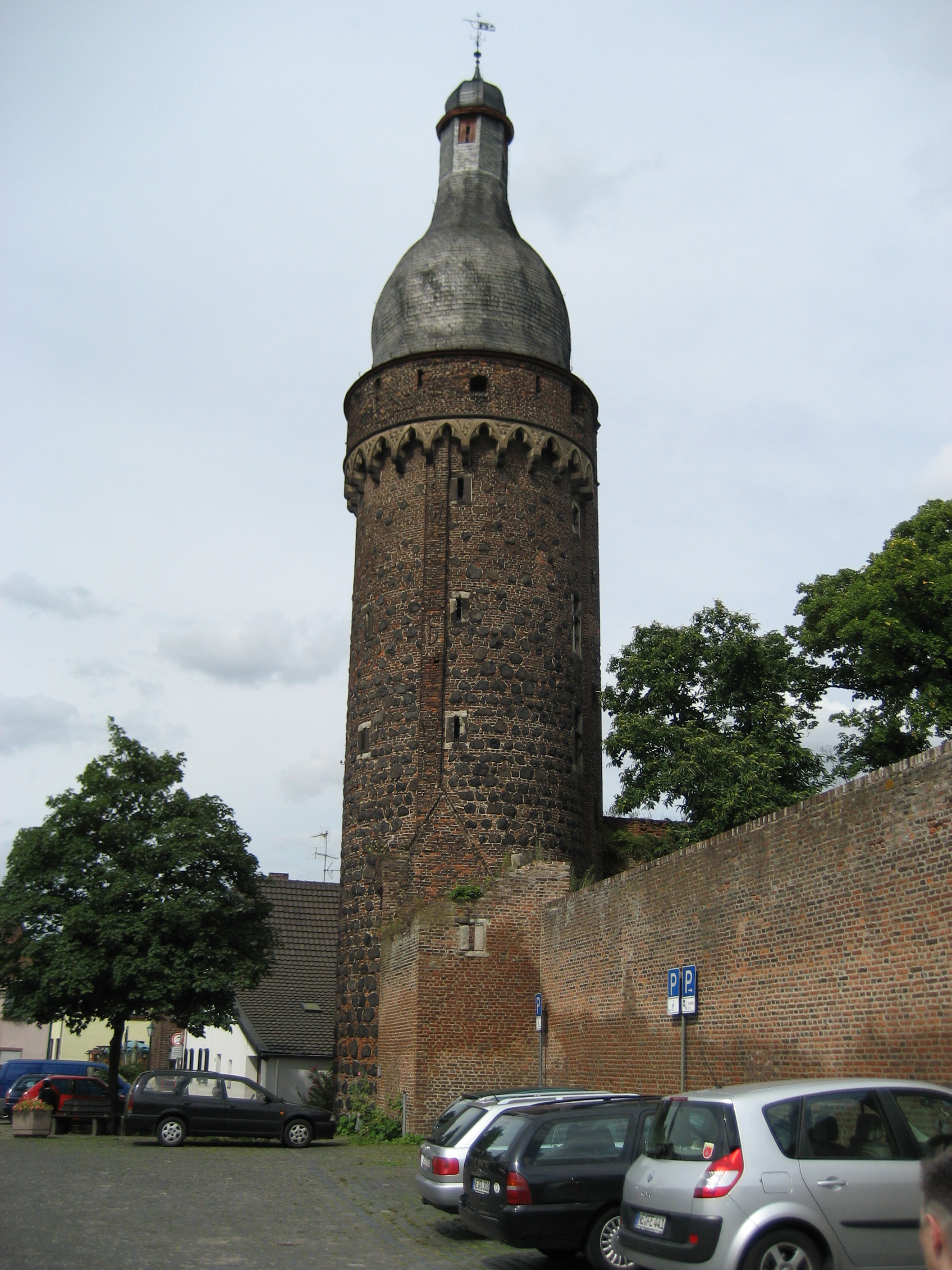
Juddeturm
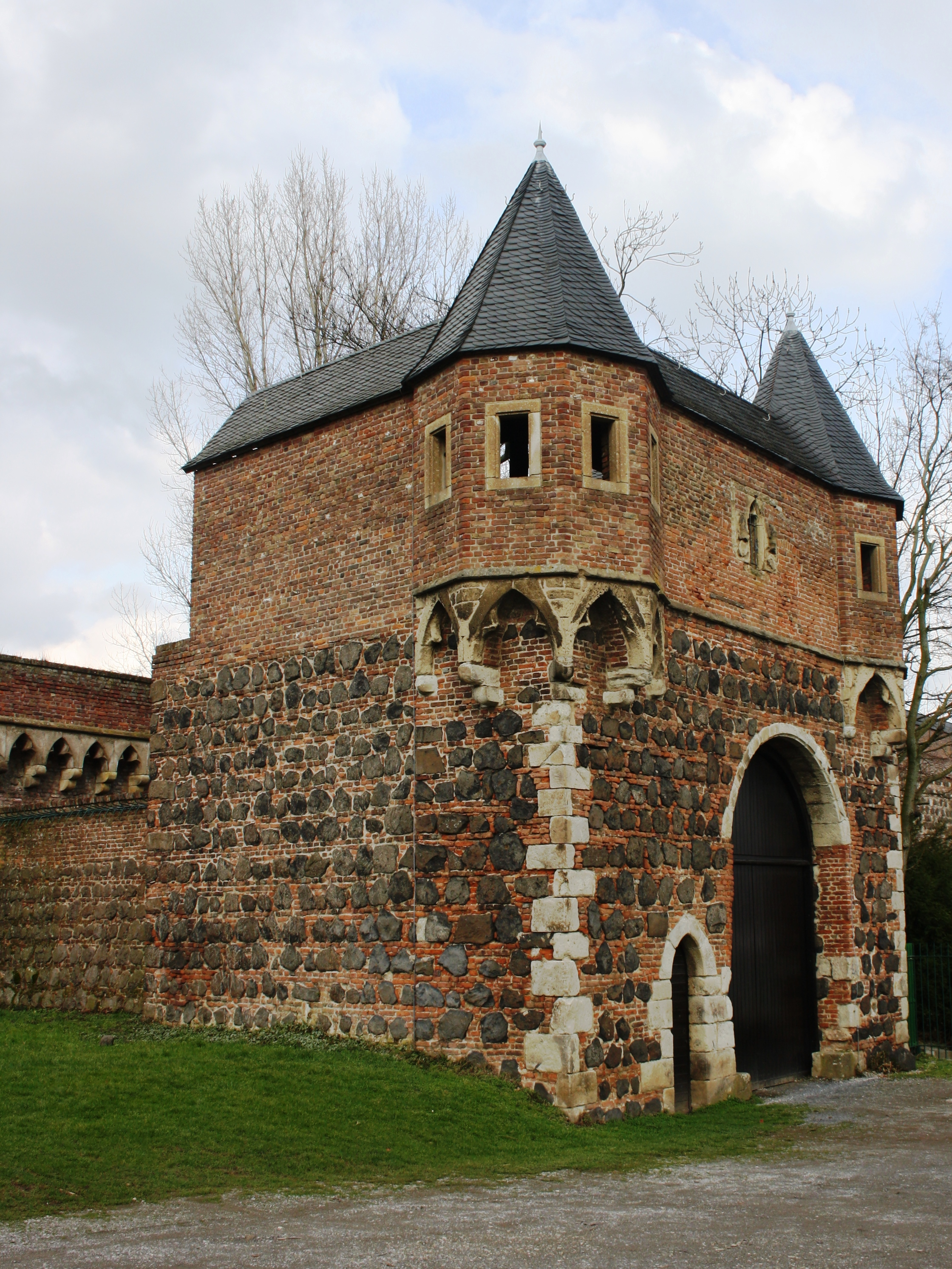
Südtor
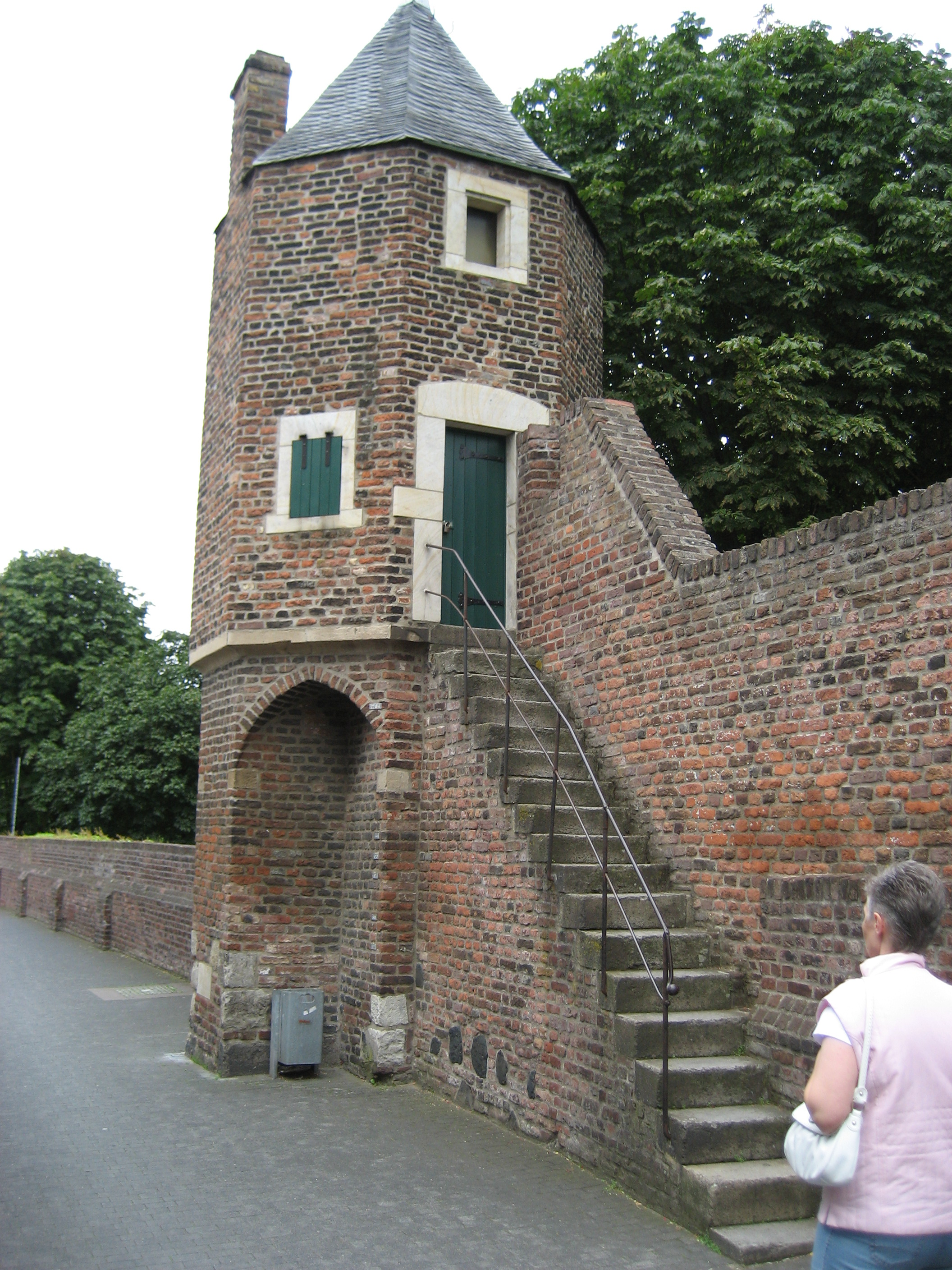
Pfefferbüchse auf der östlichen Stadtmauer
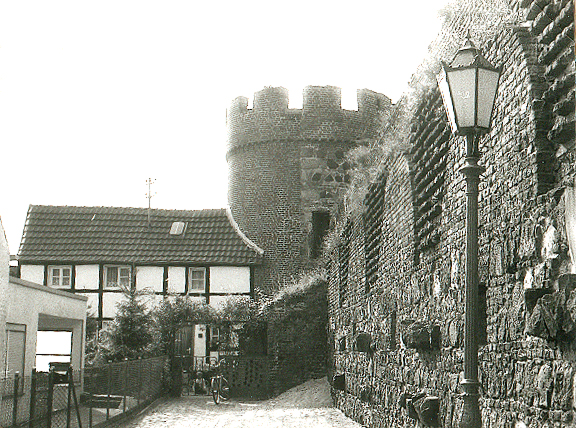
Stadtmauer Zons mit dem „Krötschenturm“ (1977)
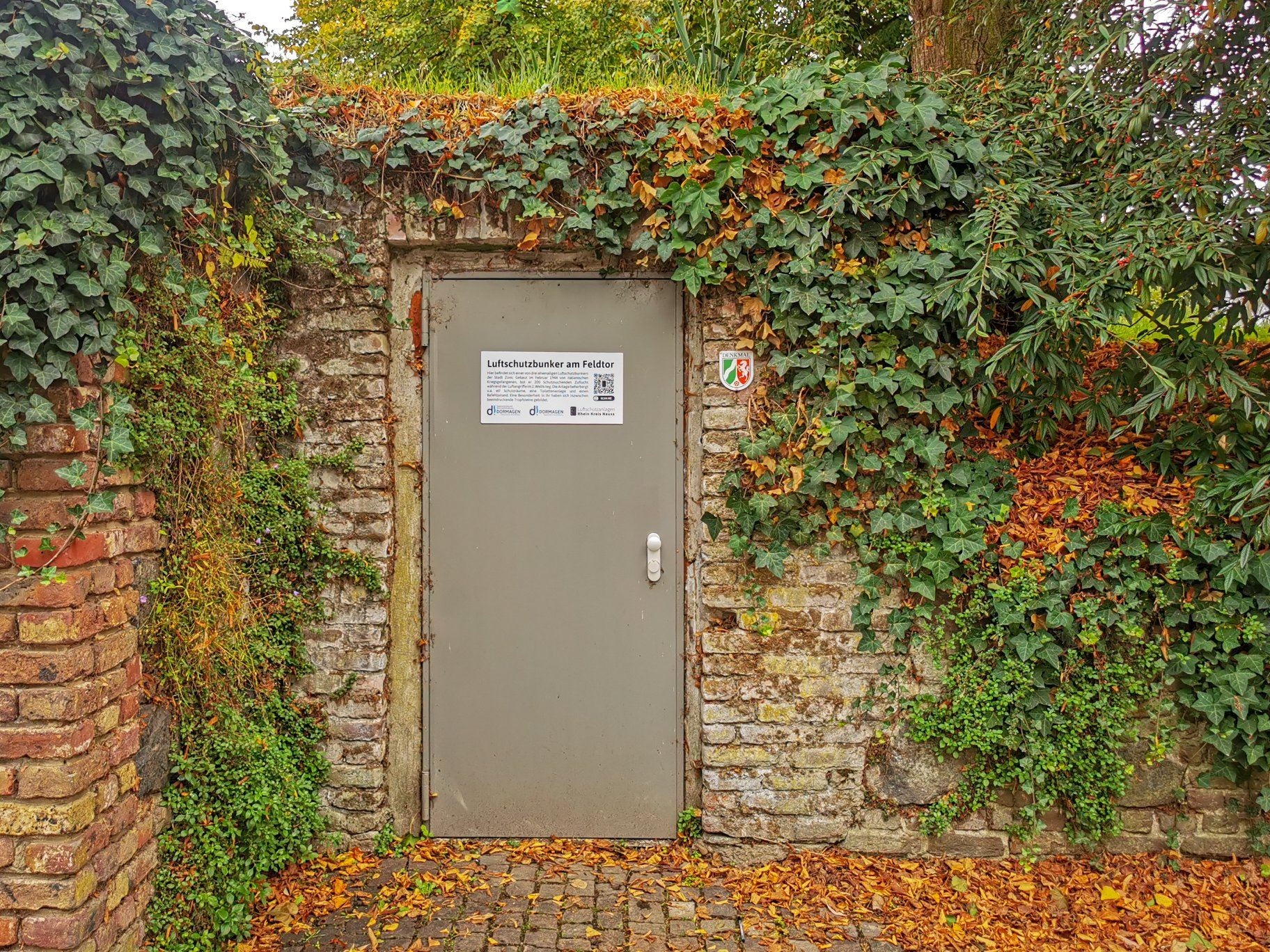
Luftschutzbunker Am Feldtor

### Neuzeit

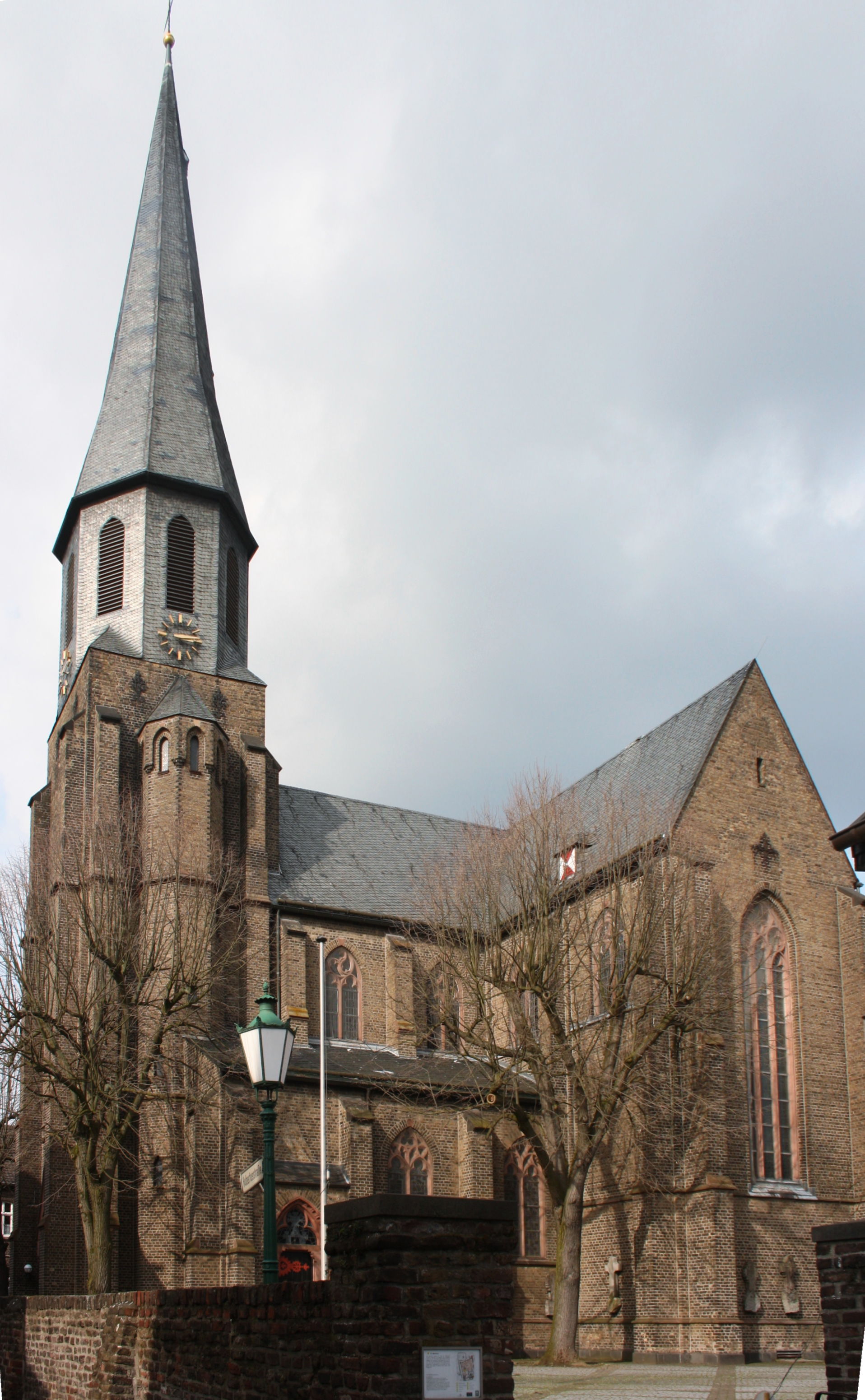
Gemeindekirche St. Martinus

Seit der Verpfändung 1463 durch den Erzbischof Dietrich II. von Moers an das Kölner Domkapitel bis 1796 waren Stadt und Amt Zons eine Art Unterherrschaft des Kapitels. Mit der Inbesitznahme des Linken Rheinufers durch französische Revolutionstruppen endete 1794 die Zugehörigkeit zum kurkölnischen Territorium; Zons wurde französisch, zunächst als Kantons- und Munizipalitätsort und von 1798 bis 1814 als Teil des Kantons Dormagen im Arrondissement de Cologne im Département de la Roer. Mit dem Frieden von Lunéville 1801 wurde das gesamte linksrheinische Gebiet auch völkerrechtlich Frankreich einverleibt. Die Verwaltung des Rheinzolls ging 1798/99 von den bisherigen Beamten des Domkapitels an französische Zollbeamte über. Noch in französischer Zeit wurde die Zollerhebung eingestellt, mit erheblichen negativen Auswirkungen auf die Wirtschaftskraft und Sozialstruktur der Bürgermeisterei.
Im Jahre 1815 dem preußischen Staatsgebiet zugeschlagen, erfolgte 1816 die Bildung des Kreises Neuß mit der Bürgermeisterei Zons, die aus den Orten Zons, Nachtigall, St. Peter und Stürzelberg bestand. Dieser war seit 1822 Teil des neuen Regierungsbezirks Düsseldorf. Zons ist seit um 1900 ein beliebtes Ausflugsziel. 1904 erhielt der Ort das Recht zur Führung eines eigenen Wappens. Seitdem trug Zons auch wieder die Bezeichnung „Stadt“, wenn der Ort auch verwaltungsrechtlich im Kreis der Landgemeinden verblieb. Mit der Eingemeindung in die Stadt Dormagen, die am 1. Januar 1975 in Kraft trat, nannte sich Zons „Feste“, und seit 1992 trägt der Ort aufgrund der historischen Bedeutung erneut die Bezeichnung „Stadt“, allerdings als reine Titularstadt. Bereits 1972 wurde die gesamte Altstadt durch einen von Bund und Land geförderten Modellversuch durchgreifend saniert.

### Einwohnerentwicklung
Zons entwickelte sich seit dem 14. Jahrhundert räumlich und demographisch nur wenig, was wohl in erster Linie an der recht ungünstigen Lage im Straßenverkehr lag. Im Laufe der Jahrhunderte wurde die Stadt dreimal von schweren Stadtbränden heimgesucht: 1464, 1547 und 1620. Während vor dem letzten Stadtbrand von einer gewissen wirtschaftlichen Blüte vor allem durch Handel berichtet wird, erlebte die Stadt im 17. Jahrhundert aufgrund dieses Brandes, einer (erfolglosen) Belagerung und eines schweren Beschusses gegen Ende des Dreißigjährigen Krieges, mehrerer verheerender Pestepidemien und häufiger Besatzungen durch kölnische und französische Truppen einen wirtschaftlichen und demographischen Niedergang. 1648 lebten in Zons 172, in Stürzelberg 49 Personen. Nach einem allmählichen Bevölkerungsanstieg starben im Pestjahr 1666 in der Pfarrgemeinde Zons rund 255 Personen. Seit etwa 1700 nahm die Bevölkerungszahl wieder spürbar zu: 1692 zählte die Pfarrgemeinde 308 Einwohner, 1738 waren es schon 831 Kommunikanten und schließlich 1799 1054 Einwohner. Die Bevölkerung war im 18. Jahrhundert fast rein katholisch. In diesem Zeitraum lebten dort nur einzelne jüdische Familien, deren Zahl bis 1806 auf fast 50 Personen anwuchs. Im Laufe des 19. bis zum Beginn des 20. Jahrhunderts nahm die Bevölkerungszahl im Vergleich zur allgemeinen demographischen Entwicklung relativ langsam, aber nahezu kontinuierlich zu. 1849 zählte Zons mit Stürzelberg 2012 Einwohner, 1928 lebten in Zons 1306, in Stürzelberg 1428 Personen, insgesamt also 2734. Am 30. Juni 1964 hatte die damalige Stadt Zons, also mit Stürzelberg, St. Peter und Nachtigall, 6310 und am 30. Juni 1974 schon 9715 Einwohner.
| Jahr | Einwohner |
| ---- | --------- |
| 1974 | 5521      |
| 1975 | 5425      |
| 1976 | 6160      |
| 1985 | 5860      |
| 1995 | 5790      |

| Jahr | Einwohner |
| ---- | --------- |
| 2004 | 5319      |
| 2005 | 5405      |
| 2007 | 5370      |
| 2010 | 5371      |
| 2021 | 5459      |

## Politik

### Bürgermeister
- 1800–1812: Matthias Aldenhoven
- 1813–1828: Anton Baaden
- 1829–1837: Franz Michael Fischer
- 1837–1848: Peter Mathias Schumacher
- 1848–1851: Josef Schneider
- 1851–1858: Josef Hanstein
- 1858–1879: Eduard Bacciocco
- 1879–1900: Hermann Heckmann
- 1900–1909: Nikolaus Kohl
- 1909–1910: Josef Trapet
- 1910–1923: Albert Granderath
- 1923–1926: Stephan Güsgen
- 1926–1928: Emil Kirchhoff
- 1928–1945: Michael Flücken
- 1945–1946: Johann Scheer (bis Januar 1946 nur für den Ort Zons)
- 1945–1946: Franz Bebber (für Stürzelberg)

### Ehrenamtliche Bürgermeister
- 1946:–1946 Gerhard Justenhoven
- 1946–1948: Wilhelm Fleischhauer
- 1948–1952: Bernhard Kamm
- 1952–1962: Hermann Schmitz
- 1962–1969: Georg Lerch
- 1969–1974: Hannelu Manitz (CDU), Stellvertreter: Hans Wingerath (CDU)

### Stadtdirektoren
- 1946–1961: Johann Scheer
- 1961–1973: Artur Elicker
- 1973–1974: Johann Schmitz, Allgemeiner Vertreter: Reinhold Schwarz

### Wappen

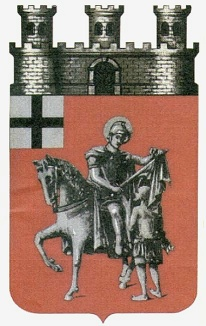
Ehemaliges Stadtwappen von Zons

Ab 1904 bis zur Eingemeindung führte Zons ein eigenes Wappen. Blasonierung: „In Rot ein silberner Heiliger zu Pferde, mit dem Schwert seinen Mantel mit einem vor ihm stehenden, spärlich bekleideten Mann teilend, im rechten Obereck in Silber ein durchgehendes schwarzes Balkenkreuz.“ Als Stadtwappen oft mit silberner, dreitürmiger Zinnenmauerkrone mit schwarzem, mittigem Portal auf dem oberen Schildrand dargestellt.
Wappenerklärung: Der Heilige ist St. Martin von Tours, das schwarze Kreuz in Silber ist das kurkölnische Wappen.

## Wirtschaft und Infrastruktur

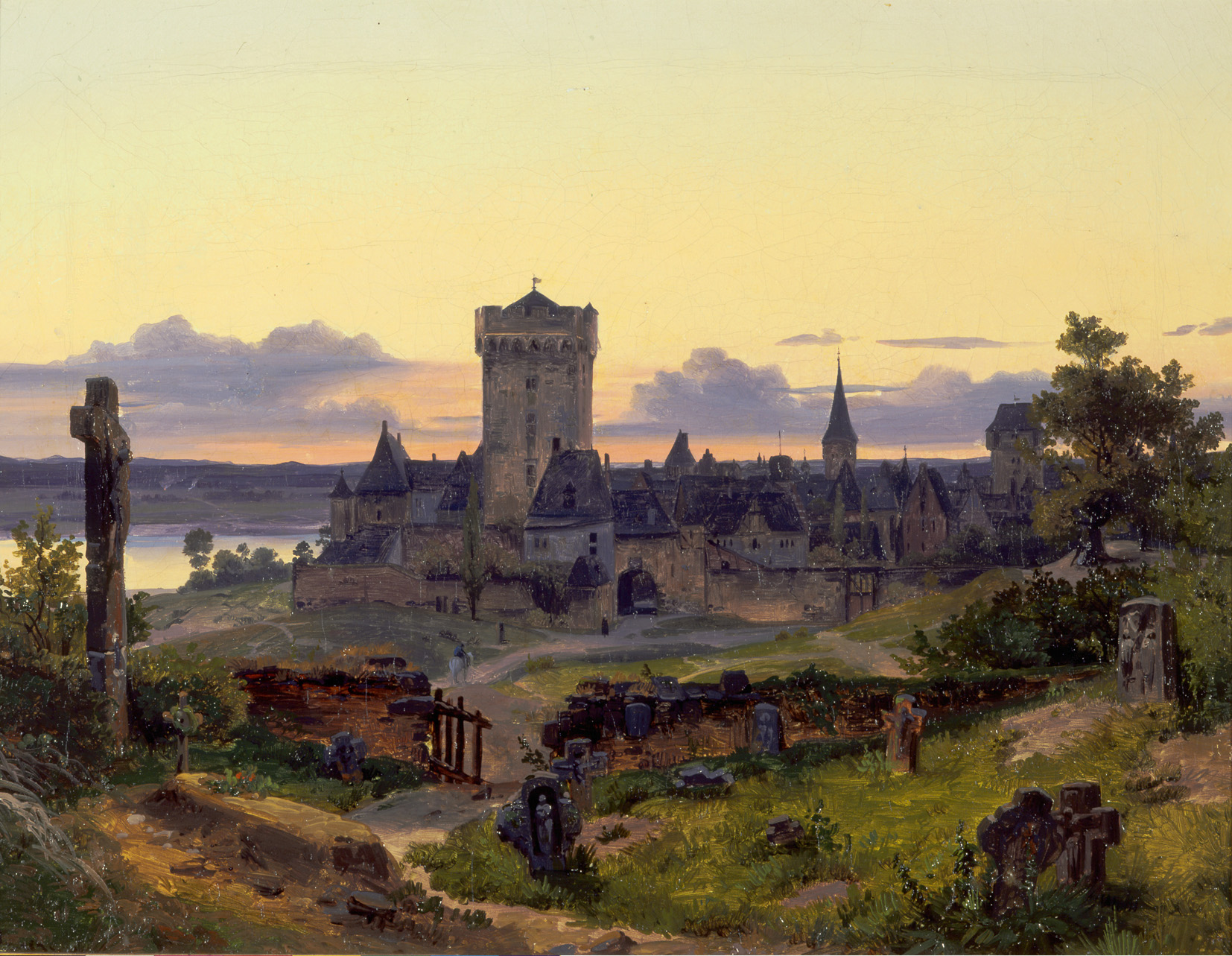
Andreas Achenbach: Zons am Rhein, um 1840, Alte Nationalgalerie, Berlin

Die Haupterwerbszweige der Bevölkerung waren bis in die Neuzeit die Land- und die Viehwirtschaft. Daneben hatten der Bier- und Weinhandel und verschiedene Handwerke wie das Zieglergewerbe teilweise überlokale Bedeutung. Die Einwohner Stürzelbergs verdienten sich ihren Lebensunterhalt hauptsächlich als Tagelöhner oder Fischer. Eine besonders herausgehobene Bevölkerungsgruppe nach Vermögen und sozialer Herkunft waren bis um 1800 die Zollbeamten, die nicht das Bürgerrecht besaßen und dementsprechend keine bürgerlichen Pflichten zu leisten hatten. Um den Beginn des 20. Jahrhunderts kam es zu einer Industrieansiedlung in Stürzelberg bzw. St. Peter. In Zons selbst hat sich keine nennenswerte Industrie niedergelassen.
Die Wohnbebauung der eigentlichen Stadt Zons wuchs erst relativ spät über ihre Stadtmauern hinaus. Erste Wohnhäuser „extra muros“ entstanden zu Beginn des 19. Jahrhunderts, geschlossenere Siedlungszonen sind erst für das ausgehende 19. Jahrhundert festzustellen. Zunächst konzentrierte sich die Bebauung auf die Wege in unmittelbare Nähe der Festung und dehnte sich später, insbesondere nach dem Zweiten Weltkrieg, in nördlicher und westlicher Richtung aus.

### Verkehr
Zons liegt zwei Kilometer östlich der Bundesstraße 9. Vier Kilometer von Zons entfernt befindet sich der Autobahnanschluss Dormagen, Nievenheim, Zons an die A 57.

#### Schifffahrt

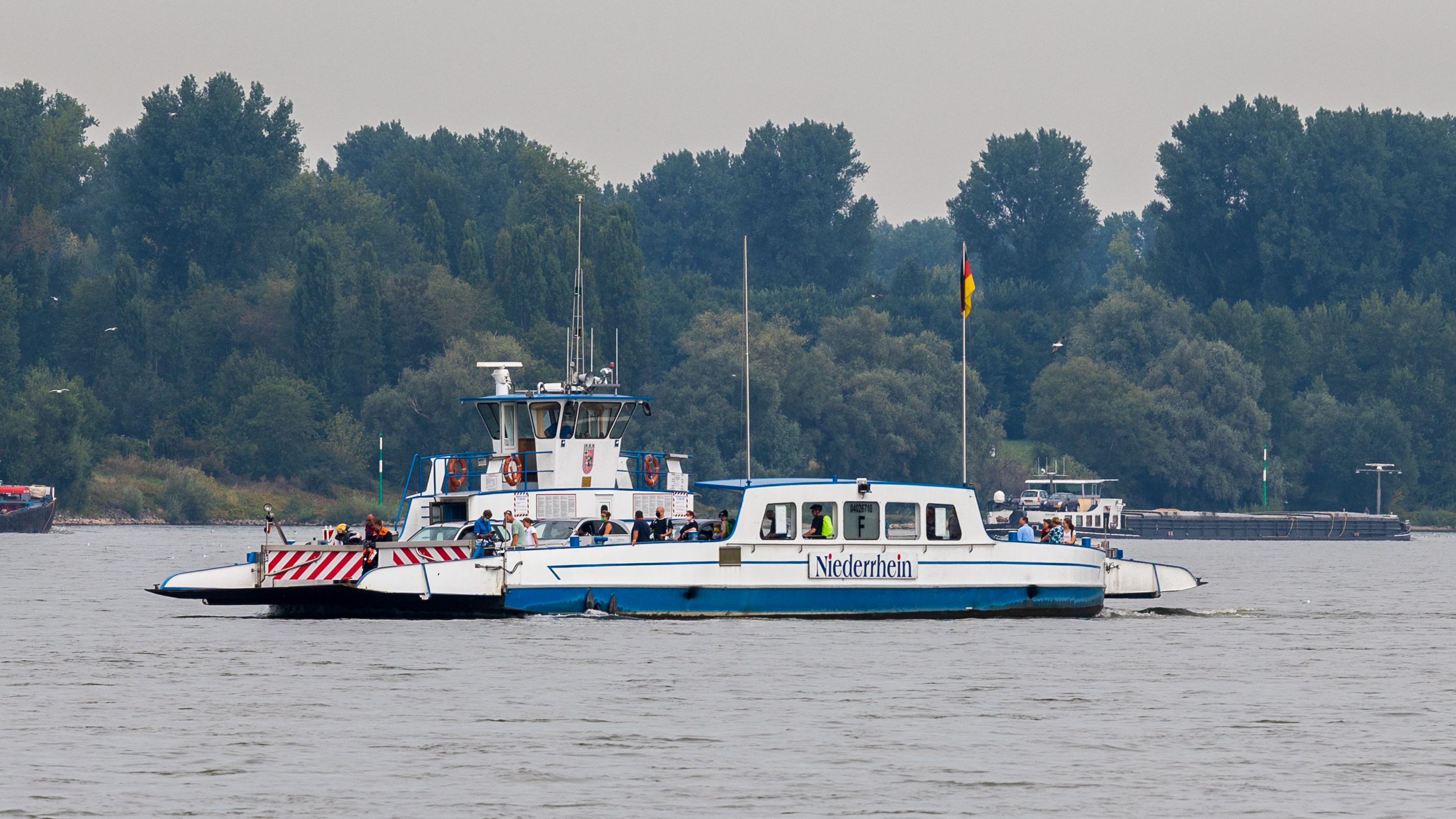
Rheinfähre zwischen Zons und Urdenbach

Die Stadt Zons kann auch per Ausflugsschiff der Köln-Düsseldorfer von Düsseldorf und Köln erreicht werden.
Zwischen Zons und Urdenbach verkehrt eine Autofähre.

#### Buslinien
Über folgende Linien innerhalb des Verkehrsverbundes Rhein-Ruhr kann Zons erreicht und verlassen werden:
| Linie  | Linienverlauf | Takt (Min.)  |
| ------ | --- | ------------ |
| 875    | Neuss Landestheater – Grimlinghausen – Uedesheim (Stüttgen) – St. Peter – Stürzelberg – Zons – Dormagen Bf                                        | 60           |
| 880    | (Gohr – Ückerath –) Nievenheim Gesamtschule – Nievenheim Bf – St. Peter – Stürzelberg – Zons – Dormagen Bf – Hackenbroich / Worringen / Rheinfeld | Schulverkehr |
| 886    | Nievenheim Gesamtschule – Nievenheim Bf – Delrath – St. Peter – Stürzelberg – Zons – Dormagen Bf – Marktplatz – Rheinfeld                         | 30           |
| WE2NE2 | Ückerath – Nievenheim – Nievenheim Bf – Delrath – St. Peter – Stürzelberg – Zons – Dormagen Bf – Marktplatz                                       | 60           |

### Öffentliche Einrichtungen
- Grundschule
- Sportplatz
- Tennisplatz
- Turnhalle
- Kindergärten
- Altentagesstätten
- Kreismuseum
- Archiv im Rhein-Kreis Neuss und Internationales Mundartarchiv „Ludwig Soumagne“
- Freiwillige Feuerwehr
- Supermarkt

## Kultur und Freizeit
- Schützenfest
- Kreismuseum
- Jüdischer Friedhof (Zons)
- Hannepützheide in der Zonser Heide; In dieser Kulturlandschaft befindet sich Heidekraut (Calluna vulgaris) in der ehemaligen Rheindüne und ein großer Kinderspielplatz.
- Märchenspiele der Freilichtbühne Zons
- jährliche Ritterspiele
- Zollfeste
- Luftschutzbunker Am Feldtor[14]

## Persönlichkeiten
- Reinhard von Leiningen-Westerburg (1479–1540), Kölner Domdechant und Amtmann zu Zons, starb hier 1540, Bruder der berühmten Gräfin Eva von Leiningen-Westerburg
- Franz Joseph Aldenhoven (1803–1873), Pächter der Zonser Burg, seit 1850 kommissarischer Landrat des Kreises Neuss, lange Jahre Abgeordneter des Preußischen Landtags, Förderer der rheinischen Zuckerindustrie und des Zuckerrübenanbaus

## Belege
1. ↑  Einwohnerzahlen der Stadt Dormagen nach Stadtteilen. Archiviert vom Original (nicht mehr online verfügbar) am 15. Oktober 2022; abgerufen am 15. Oktober 2022.  Info: Der Archivlink wurde automatisch eingesetzt und noch nicht geprüft. Bitte prüfe Original- und Archivlink gemäß Anleitung und entferne dann diesen Hinweis.
2. ↑  Monatsschrift des Düsseldorfer Geschichtsverein. 1881, Heft 4, S. [39]34.
3. ↑  Frank Siegmund: Merowingerzeit am Niederrhein. In: Rheinische Ausgrabungen. 34. Rheinland-Verlag, Köln 1998, ISBN 3-7927-1247-4, S. 470 f., Taf. 255.
4. ↑  Theodor Joseph Lacomblet: Urkundenbuch für die Geschichte des Niederrheines und des Erzstiftes Cöln, Urkunde 192. 1840, Teil 1, S. 123. urn:nbn:de:hbz:5:1-702 (digitale-sammlungen.ulb.uni-bonn.de).
5. ↑  Oediger: Regesten I, S. 24 f. Nr. 46 und S. 195 ff. Nr. 658.
6. ↑  Theodor Joseph Lacomblet: Archiv für die Geschichte des Niederrheins. In: XIV. Bürgel.Zons. Band 2, 1857, S. 337, urn:nbn:de:hbz:061:1-609419, (digital.ub.uni-duesseldorf.de).
7. ↑  Marion Roehmer: Burg Friedestrom in Zons. Mittelalterliche Keramik und Baubefunde einer rheinischen Zollfestung. In: Rheinische Ausgrabungen. 42. Köln 1998.
8. 1 2  Theodor Joseph Lacomblet: Archiv für die Geschichte des Niederrheins. Band 2, 1857, S. 241, urn:nbn:de:hbz:061:1-609419, (digital.ub.uni-duesseldorf.de).
9. 1 2  Theodor Joseph Lacomblet: Archiv für die Geschichte des Niederrheins. In: XIV. Bürgel.Zons. Band 2, 1857, S. 342, urn:nbn:de:hbz:061:1-609419, (digital.ub.uni-duesseldorf.de).
10. ↑  Theodor Joseph Lacomblet: Archiv für die Geschichte des Niederrheins. In: XIV. Bürgel.Zons. Band 2, 1857, S. 347, urn:nbn:de:hbz:061:1-609419, (digital.ub.uni-duesseldorf.de).
11. ↑  Theodor Joseph Lacomblet: Archiv für die Geschichte des Niederrheins. In: XIV. Bürgel.Zons. Band 2, 1857, S. 343, urn:nbn:de:hbz:061:1-609419, (digital.ub.uni-duesseldorf.de).
12. ↑  Statistisches Bundesamt (Hrsg.): Historisches Gemeindeverzeichnis für die Bundesrepublik Deutschland. Namens-, Grenz- und Schlüsselnummernänderungen bei Gemeinden, Kreisen und Regierungsbezirken vom 27.5.1970 bis 31.12.1982. W. Kohlhammer, Stuttgart / Mainz 1983, ISBN 3-17-003263-1, S. 294 (Statistische Bibliothek des Bundes und der Länder [PDF; 41,1 MB]).
13. ↑  https://faehre-zons.de/
14. ↑  Luftschutzanlagen Rhein Kreis Neuss: Luftschutzbunker Am Feldtor. Abgerufen am 13. Februar 2025.

Broich |
Delhoven |
Delrath |
Dormagen-Mitte |
Gohr |
Hackenbroich |
Hackhausen |
Horrem |
Knechtsteden |
Nievenheim |
Rheinfeld |
Stadt Zons |
St. Peter |
Straberg |
Stürzelberg |
Ückerath